# Wait (comando)
Wait es una llamada al sistema del sistema operativo UNIX, estandarizada en POSIX (y otros).
```
   pid_t wait(int *status)
```

Permite a un proceso padre esperar hasta que termine un proceso hijo.
El entero apuntado por el argumento status será actualizado con un código que indica el estado de terminación del proceso hijo.
Devuelve el identificador del proceso hijo o -1 en caso de error.
Véase también: Bifurcación (sistema operativo)
- Datos: Q1944708